# Haibei (köpinghuvudort i Kina, Heilongjiang Sheng, lat 47,66, long 126,84)
Haibei (kinesiska: 海北, 海北镇) är en köpinghuvudort i Kina. Den ligger i provinsen Heilongjiang, i den nordöstra delen av landet, omkring 210 kilometer norr om provinshuvudstaden Harbin. Antalet invånare är 54 493. Befolkningen består av 26 850 kvinnor och 27 643 män. Barn under 15 år utgör 14,0 %, vuxna 15-64 år 79 %, och äldre över 65 år 6,0 %.
Runt Haibei är det ganska tätbefolkat, med 149 invånare per kvadratkilometer. Haibei är det största samhället i trakten. Trakten runt Haibei består till största delen av jordbruksmark.
Genomsnittlig årsnederbörd är 1 004 millimeter. Den regnigaste månaden är juli, med i genomsnitt 317 mm nederbörd, och den torraste är januari, med 10 mm nederbörd.